# Palazzo Peruzzi-Lotti
Palazzo Peruzzi-Lotti è un edificio storico di Firenze, situato tra via de' Benci 17 e piazza Peruzzi 1, con un affaccio posteriore in via delle Brache 22r.

## Storia
Il palazzo nasce come porzione del grande edificio dei Peruzzi che, tra Duecento e Trecento, si era sviluppato sopra alle mura della prima cerchia comunale, e che oggi si presenta con l'ampio affaccio su via de' Benci fino a costituire il lato sinistro della volta de' Peruzzi. È infatti del 1286 la notizia che informa di come Pacino d'Arnolfo Peruzzi e i suoi fratelli avessero acquistato per sé e per lo zio Filippo un tratto delle mura vecchie (1172-1175) che dalla chiesa di San Jacopo andavano verso piazza Santa Croce, e sulle quali negli anni successivi avevano eretto il grande edificio, che è da identificare con una delle più antiche residenze dei Peruzzi in quest'area, con il fronte principale sulla piazza delimitata dalle case della consorteria.
Passato per varie proprietà ha subito nel tempo ampliamenti e modifiche, fino a determinare le forme attuali che lo propongono nei termini definiti nella prima metà dell'Ottocento, a cui si assommano gli esiti di interventi novecenteschi tesi a riportare a vista gli antichi fornici e altri elementi della costruzione medioevale. La presenza dell'arme Fossi (in piazza Peruzzi 1) indica quindi una proprietà della famiglia che presumibilmente entrò in possesso dell'edificio attorno alla metà dell'Ottocento, al tempo di altri acquisti di fabbricati nella zona: sicuramente il blasone è successivo al 1840, visto che il quarto franco appare per la prima volta in occasione dell'ammissione di Giovanni Battista Fossi alla nobiltà fiesolana in tale data. Attorno al 1930 l'intera proprietà passò alla famiglia Lotti.
Le facciate sono state restaurate nel 1995-1996. Nel Decreto Ministeriale che ha confermato l'edificio (già sottoposto a vincolo architettonico dal 1933) come di "interesse particolarmente importante", si precisa che "nell'interno sono conservati ambienti originali, alcuni con soffitti in legno, altri con dipinti del XIX secolo".

## Descrizione

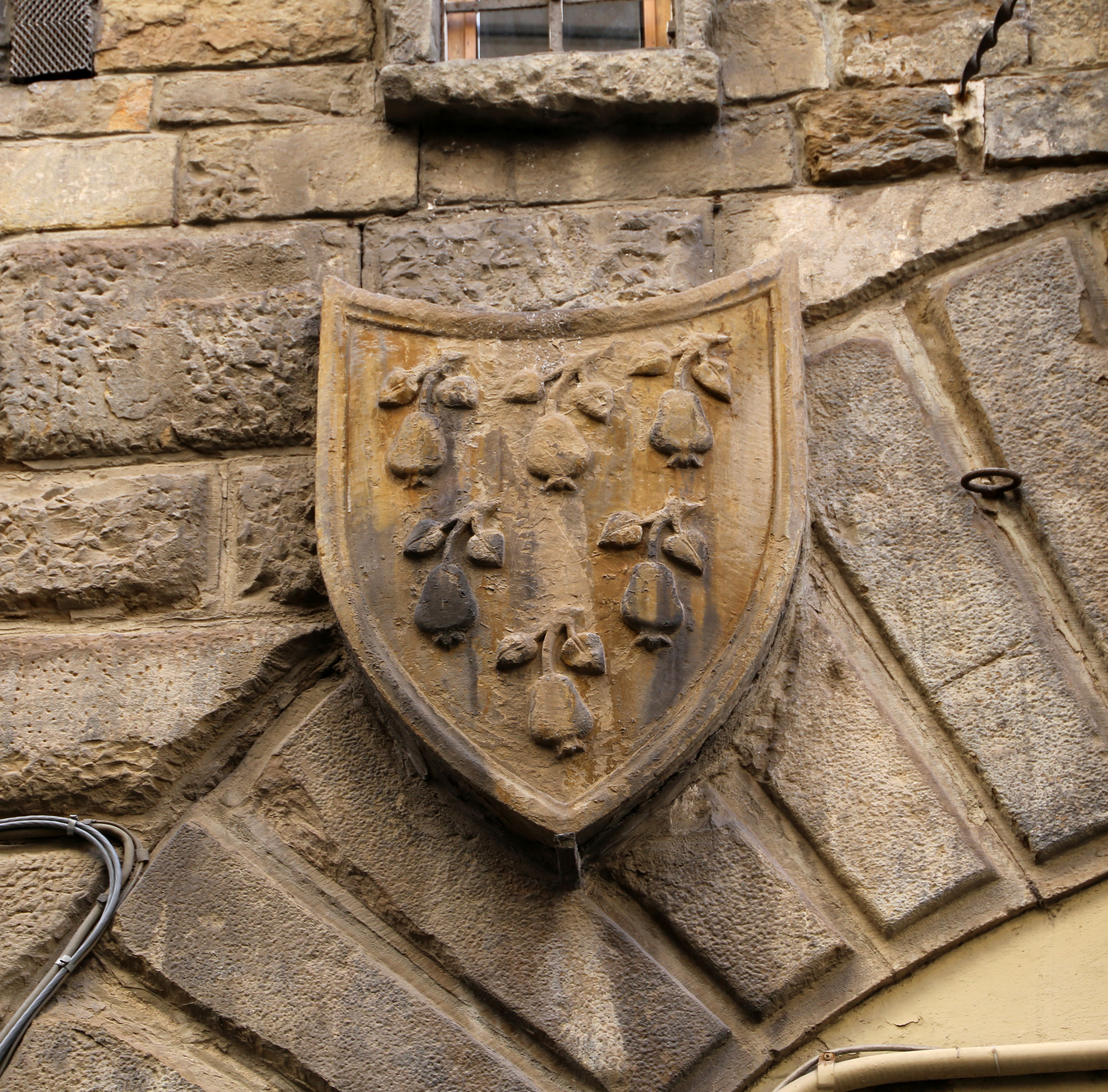
Stemma Peruzzi in piazza Peruzzi

La facciata su via de' Benci su quattro piani per cinque assi, è stato radicalmente ridisegnato sul fronte nella prima metà dell'Ottocento e soprelevato di due piani (1832-1849) ma, al terreno, mostra ampie tracce del paramento in pietra forte rustica tre quattrocentesco, sul quale, in corrispondenza del canto con la volta de' Peruzzi, è un grande scudo con l'arme di questa famiglia (d'azzurro, a sei pere d'oro, picciolate e fogliate di due pezzi di verde), con sotto un ferro da cavallo a M. Un altro scudo in tutto simile e altri ferri da cavallo sono sotto la volta e verso la piazza interna (due).
Questo fronte sulla via si alzava a livello dell'arco adiacente: lo stato attorno alla fine del Settecento, precedente alla soprelevazione ottocentesca a cui abbiamo già fatto riferimento, è in parte documentato dall'incisione di Antonio Terreni con la Veduta dell'Arco de' Peruzzi.
Gli ambienti aperti su via de' Benci, segnati dai fornici, sono indicati dalla letteratura come in antico adibiti ad opifici di tintoria.
Su piazza Peruzzi la facciata è organizzata su tre piani per quattro assi (corrispondenti a quattro degli antichi fornici) e mostra chiaramente al piano terra la stratificazione degli interventi (si vedano ad esempio i vari archi che segnano il portone), mentre i piani superiori mantengono il disegno ottocentesco. Ai lati i due scudi con le armi dei Peruzzi, uno in posizione incongrua sovrapponendosi ad un fornice. Al centro del fronte è poi uno scudo con l'arme dei Fossi (d'oro, alla fascia diminuita e abbassata d'argento, sostenente un'aquila dal volo abbassato di nero, e alla campagna di rosso, caricata di un rametto di cedro di verde, fruttato d'oro, rivolto; nel quarto franco d'argento, caricato di una porta di rosso, chiusa dello stesso).
In via delle Brache "La parte inferiore presenta due grandi arcate a sbarre con armille di pietra e tre piccole finestre quadrate. Sopra questo basamento erano un tempo degli sporti in seguito abbattuti. Era uno dei molti palazzi che aggruppati intorno alla piazza o corte dei Peruzzi servivano di dimora ai diversi rami nei quali era divisa la famiglia, numerosa dal XIII al XV secolo".

## Bibliografia

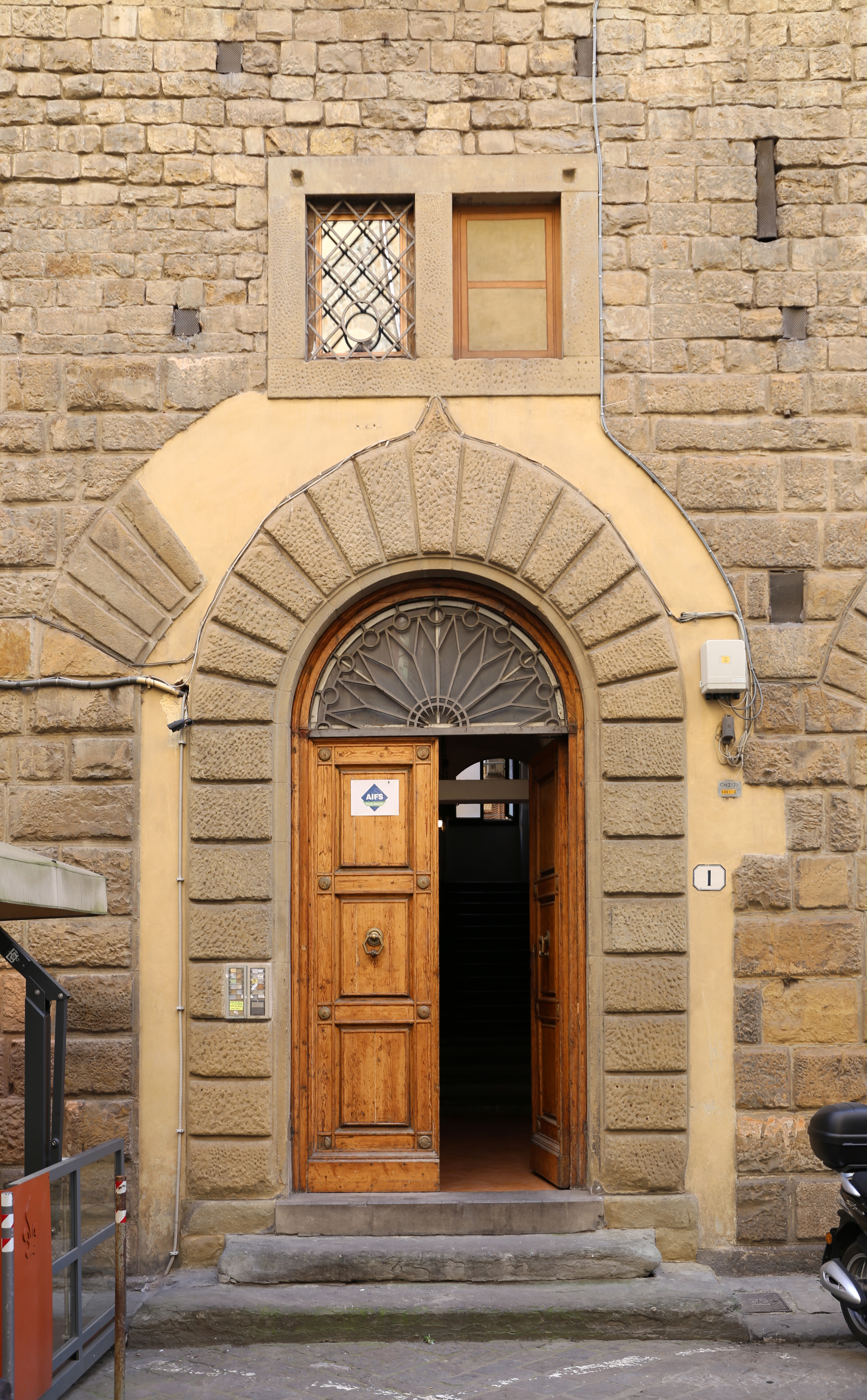
Il portale su piazza Peruzzi